# From Me to You (singel)
From Me to You – piosenka zespołu The Beatles nagrana 5 marca 1963 w studiu EMI Studios. Napisana przez duet Lennon/McCartney. Utwór został wydany 11 kwietnia tego samego roku jako singel („From Me to You”) w Wielkiej Brytanii i 27 maja w Stanach Zjednoczonych na singlu „From Me to You” / „Thank You Girl” (tzw. podwójna strona A).
Piosenka 2 maja 1963 roku osiągnęła 1. miejsce na liście przebojów w Wielkiej Brytanii, gdzie utrzymywała się tam aż przez siedem tygodni.

## Podział ról
- John Lennon – wokal, gitara, harmonijka
- Paul McCartney – śpiew, bas
- George Harrison – wokal wspierający, gitara
- Ringo Starr – perkusja